# Feeling Strangely Fine
Feeling Strangely Fine è il secondo album in studio del gruppo musicale rock statunitense Semisonic, pubblicato nel 1998.
Grazie al successo del primo singolo Closing Time, diventa l'album più famoso del gruppo.

## Tracce
1. Closing Time – 4:33
2. Singing in My Sleep – 4:30
3. Made to Last – 5:02
4. Never You Mind – 4:24
5. Secret Smile – 4:39
6. DND – 4:11
7. Completely Pleased – 3:19
8. This Will Be My Year – 4:32
9. All Worked Out – 2:52
10. California – 5:29
11. She Spreads Her Wings – 3:06
12. Gone to the Movies – 3:52

## Formazione
- Dan Wilson – voce, chitarra, piano, sintetizzatore
- John Munson – basso, voce, moog, chitarra, piano
- Jacob Slichter – batteria, voce, piano, tastiere